# Óscar Pérez Rojas
Óscar Pérez Rojas (* 1. Februar 1973 in Mexiko-Stadt) ist ein ehemaliger mexikanischer Fußballtorwart.

## Karriere

### Verein
Pérez begann seine Karriere bei CD Cruz Azul, wo er seit 1997 unumstrittener Stammkeeper war und regelmäßig im Tor stand. Am 14. September 2006 erzielte er kurz vor Spielende den 1:1-Ausgleich im Ligaspiel gegen CD Estudiantes Tecos. Ab 2008 wurde er jedoch durchgehend an Ligakonkurrenten verliehen, zuletzt an den CF Pachuca. Für diesen Verein gelang ihm abermals ein Tor, als er am 29. April 2017 in der 90. Spielminute im Ligaspiel gegen seinen Stammverein Cruz Azul per Kopf den 2:2-Ausgleich erzielte. Am 1. Juli 2019 beendete er seine aktive Karriere.

### Nationalmannschaft
Oscar Pérez ist ehemaliger mexikanischer Nationalspieler und nahm für sein Land an den Fußball-Weltmeisterschaften 1998, 2002 und 2010 teil. Seit seinem Debüt in einem Spiel gegen Brasilien (2:3) am 16. Dezember 1997 im Rahmen des Konföderationen-Pokals absolvierte er 57 Länderspiele für die mexikanische Auswahl. Nachdem er 1998 in Frankreich nur Ersatzkeeper hinter Jorge Campos war, bestritt er 2002 in Japan/Südkorea alle Spiele für sein Heimatland in voller Länge. Nach der Weltmeisterschaft 2002 wurde er jedoch von Oswaldo Sánchez verdrängt, der auch 2005 beim Confederations Cup in Deutschland alle Spiele absolvierte. Beim Eröffnungsspiel (1:1) der Fußball-Weltmeisterschaft 2010 gegen den Gastgeber Südafrika stand Pérez in der Startelf der mexikanischen Auswahl. Kurz vor der WM 2010 in Südafrika, bekam Oscar Pérez überraschend den Vorzug vor der etatmäßigen Nummer eins Guillermo Ochoa.
Obwohl Pérez nur 1,72 m groß ist, glänzte er, vor allem während der Qualifikation zur WM 2002, mit einer vorbildlichen Strafraumbeherrschung und gutem Stellungsspiel.

## Erfolge
- Mexikanischer Meister: Invierno 1997
- CONCACAF-Gold-Cup-Sieger: 2003, 2011